# Luis Felipe Méliz

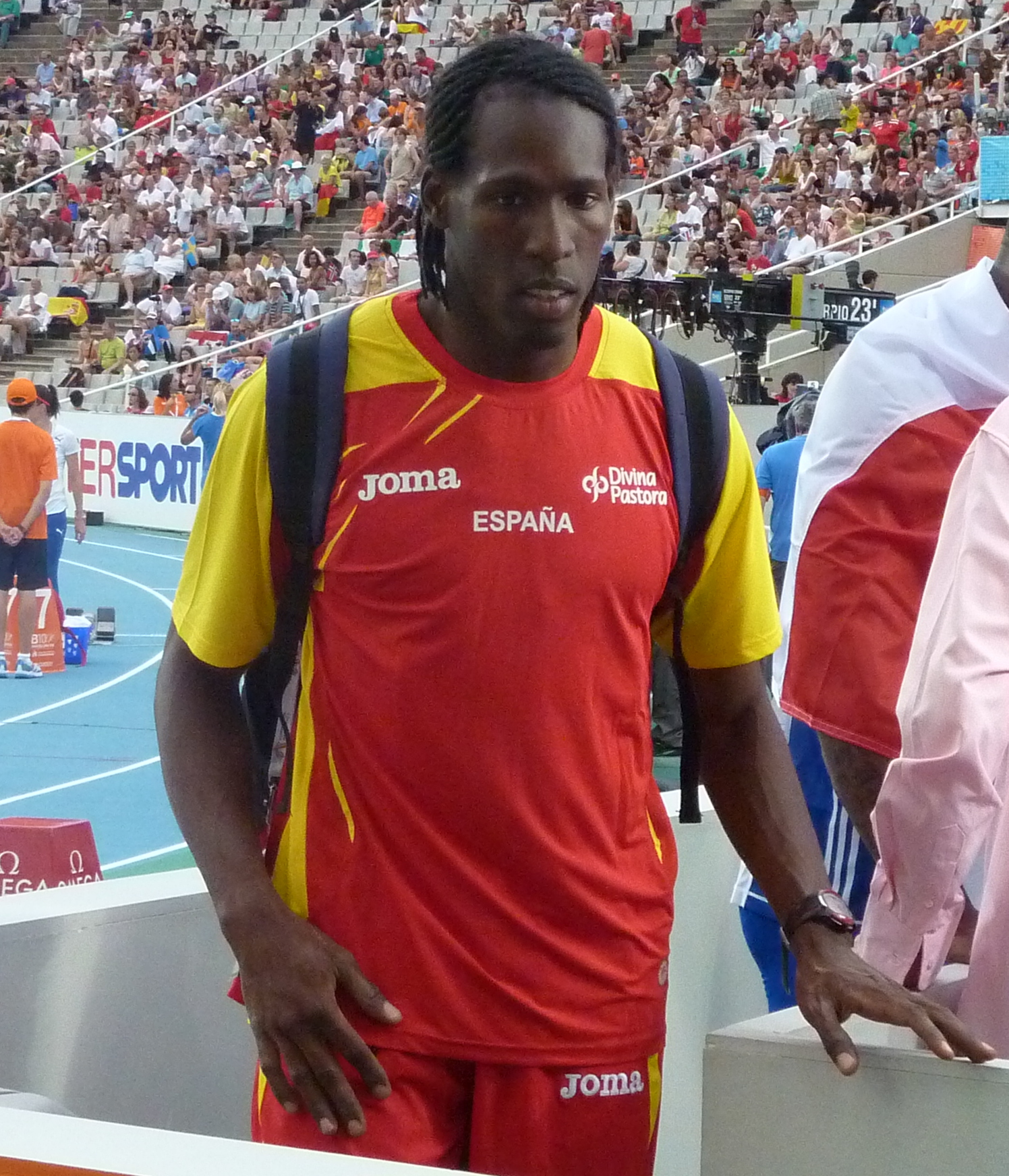

Luis Felipe Méliz Linares (Santa Clara, Villa Clara, 11 de agosto de 1979) es un atleta español de salto de longitud, de origen cubano. El 28 de diciembre de 2007 obtuvo la nacionalidad española, compitiendo desde entonces por este país. Su mejor marca personal es de 8.43 metros, conseguida en junio de 2000 en Jena.

## Logros

### Campeonatos Mundiales de Atletismo
| 2003                 | Campeonato Mundial de Atletismo de 2003 | Paris, Francia   |  | puesto 11 |  |  | marca 7.73 m |
| Representando España |                                         |                  |  |           |  |  |              |
| 2009                 | Campeonato Mundial de Atletismo de 2009 | Berlin, Alemania |  | puesto 25 |  |  | marca 7.87 m |

### Otros campeonatos
- Campeonato Mundial Junior de Atletismo 1998 - medalla de bronce
- Juegos Panamericanos de 1999 - medalla de bronce
- Universiada de 1999 en Palma de Mallorca - medalla de plata
- Juegos Olímpicos de Sídney 2000 - séptima plaza
- Juegos Panamericanos de 2003 - medalla de plata
- Mundial en pista cubierta 2003 - cuarta plaza
- Juegos Olímpicos de Pekín 2008 - séptima plaza
- Campeonato Europeo de Atletismo de 2010 - undécima plaza
- Campeonato Europeo de Atletismo de 2012 - medalla de plata
- Campeonato Iberoamericano Brasil de 2013 - medalla de bronce